# Wallacea (växter)
Wallacea är ett släkte av tvåhjärtbladiga växter. Wallacea ingår i familjen Ochnaceae.
Kladogram enligt Catalogue of Life:
| Wallacea | \| \| Wallacea insignis \| \| \| \| \| \| Wallacea multiflora \| \| \| \| \| \| Wallacea riparia \| \| \| \| |
|          | \| \| Wallacea insignis \| \| \| \| \| \| Wallacea multiflora \| \| \| \| \| \| Wallacea riparia \| \| \| \| |
|          | Wallacea insignis                                                                                            |
|          | |
|          | Wallacea multiflora                                                                                          |
|          | |
|          | Wallacea riparia                                                                                             |
|          | |